# 목표성향
목표성향(영어: goal orientation)은 조직에서 개인이 도전적인 과제나 난관에 직면했을 때, 자신의 능력을 '개발'하거나 '증명'하려는 특성을 말한다. 초기 목표성향 연구는 단순히 그것이 유발하는 구성원의 직무능력평가나, 기업의 채용 등 '결과'로 나타날 수 있는 요소에 대해서만 사용해왔다.  그러나 시대가 변함에 따라 목표성향의 이론적, 실용적 중요성이 대두되었고, 그것의 기질적 특성을 넘어 다른 요인들과의 상호작용이 다각도로 연구되고 있다.

## 목표성향의 역사

### 과거 목표성향에 관한 연구
초기 목표성향 개념은 1970년대 교육학자였던 J.A.Eison이 처음 주장했다.  Eison은 대학교에 지원한 학생들을 대상으로 조사한 결과 새로운 기술과 지식을 습득하고자 하는 학생들은 학습에 대한 (목표)성향을, 오직 높은 성적만을 받기 원하는 학생들은 성적에 대한 (목표)성향을 가지고 있었다. Eison은 이 두 가지 성향을 연속선 상에 있는 개념으로 봄과 동시에 서로 다른 특성(양극성)을 가졌다고 보았다.
그 당시에 J.G.Nicholls의 관련 이론 연구 결과, 동기부여를 가진 사람은 자신이 설정한 목표를 달성하기 위해 힘든 일도 마다하지 않는다는 것을 알 수 있었다. Nicholls는 하나의 실험을 실시했는데, 과업목표성향을 가지고 있는 사람은 어려운 과업을 마주쳤을 때 적절하게 업무를 수행하지 못하는 반면 학습성향을 가진 사람은 오히려 업무를 수월하게 수행하였다.
이를 통해 학습성향을 가진 사람은 다양하고 복잡한 업무를 맡았을 때 원활하게 처리할 수 있음을 알 수 있는 반면, 과업목표성향을 가지고 있는 사람은 어려운 과업을 수행할 때 실패할 가능성을 생각하고 업무수행이 매끄럽지 못하며 오히려 일상적인 업무에서 빛을 발할 수 있다는 것을 알 수 있다.
- (a) 학습성향을 가지고 있는 사람: 자신의 능력 개발에 초점을 맞추고 그것에 집중함.
- (b) 과업목표성향을 가지고 있는 사람: 자신의 능력을 타인의 평가에서 찾음.

Nicholls의 초기 연구는 이후 Dweck의 학습성향과 과업목표성향으로 이루어진 목표성향에 관한 이론을 뒷받침했다. Dweck은 조직에서 학습 성향을 가지고 있는 사람은 새로운 기술을 익히는데 집중 할 것이라고 보았다. 반면에 과업목표성향을 가지고 있는 사람들은 동료들과 상사에게 인정받는 것에 집중 할 것이라 가정했다. Dweck 또한 Eison과 마찬가지로 목표성향을 크게 두 가지로 분류했다.
학습성향을 가진 사람은 낯선 환경에 금방 적응하고, 새로운 기술의 습득과 자기계발에 집중한다. 이런 환경에서 이러한 사람들은 주어진 일을 할 때 다른 사람의 시선에 전혀 신경 쓰지 않고, 오로지 그 일의 주제를 이해하고 해결하는 것에 몰두한다. 학습성향의 가장 큰 특징은 자기규제기능이다. 즉, 누군가 시키지 않아도 자신의 능력을 스스로 개선해 나간다는 것이다.
반면에, 과업목표성향을 가진 사람들은 좋은 평가는 듣고, 나쁜 평가는 피하고 싶어한다. 그와 동시에 자신의 능력을 입증하고, 그 정당성을 증명하고 싶어한다. 즉, 타인의 평가가 자신의 행동을 결정하는 준거가 된다. 학습성향과 과업목표성향은 자신의 능력을 기준으로 하느냐, 타인의 평가를 기준으로 하느냐에 따라 달라진다.
Dweck의 연구 결과는 Nicholls의 연구가 밑바탕이 되었음에도 불구하고, 두 사람이 말했던 목표성향은 근본적으로 달랐다. Nicholls는 사람이 가지고 있는 목표성향은 개인의 내·외적 기질에 따라 달라질 수 있다고 주장한 반면, Dweck은 개인의 지능에 따라 목표성향이 달라질 수 있다고 주장했다.
초기 두 가지 성향을 동일선상의 개념으로 보았던 것과는 달리, Eison과 동료들은 아예 분리된 두 가지 개념으로 변화시켰다. 이에 최근 연구는 조직 내 구성원이 두 가지 목표성향을 동시에 받아들일 수 있다는 사실에 주목하였다. 다시 말하면 어떤 이는 두 가지 성향이 모두 높을 수도, 혹은 모두 낮을 수도 있으며, 또 다른 이는 어떤 한 가지 성향은 높고 한 가지 성향은 낮을 수도 있다는 것이다. 결론적으로, 개인은 충돌하는 두 가지 목표성향을 동시에 활용하고, 자신의 조직 내에서 그것을 경쟁력으로 만들 수도 있으며, 자신의 능력을 향상시키는데 활용할 수 있다. (이것이 두 가지 다른 개념을 이끌어냈고, 그것이 학습성향과 과업목표성향이다.)

### 최근 목표성향에 관한 연구
Dweck이 두 가지 목표성향 모델을 만든 이후, VandeWalle는 앞서 나왔던 과업목표성향을 실패회피성향과 성과입증성향으로 나누어 세가지 모델로 분류하였다. 실패회피성향은 자신의 무능력함으로 인해 조직에서 부정적인 평가를 받고 실패할 것을 두려워해 그것을 피하는 것에 초점을 맞추는 것이고, 성과입증성향은 앞서 말했던 것과 같이 자신의 능력을 인정받는 것에 초점을 맞추는 것이다. 과업목표성향을 세분화하는 것처럼 학습성향 또한 학습지향성향과 학습회피성향으로 나뉠 수 있지만, 현재 이 개념들은 대중화된 것이 아니며 지속적으로 연구가 이루어진 것도 아니다. 목표성향을 세가지로 나누는 것은 다양한 결과와 변수를 만들어낼 수 있기 때문에 세분화된 개념은 학습성향과 과업목표성향이 모두 적용될 수 있는 상황에서 사용되어야 한다.

## 상태와 특성
목표성향을 상태(state) 측면에서 해석할지, 특성(trait) 측면에서 해석할지에 대한 논쟁은 항상 있었다. 목표성향과 관련된 문헌 또한 그 구조를 설명함에 있어 의견이 맞지 않았다. 한 예로, Deshon과 Gillespie는 목표 성향을 '특성'과 '준특성(quasi-trait)', '상태'로 나눌 수 있다고 말했다. 이들은 연구자가 목표 성향을 특성 혹은 상태의 개념으로 설명할지는 그에 기반하는 이론에 따라 달라진다고 말한다.
상태목표성향은 구성원에게 특정한 상황이 주어졌을 때 목표를 가지려는 성향을 뜻한다. 이것은 무언가 성취할 수 있는 상황에서 개개인의 선호를 나타낸다는 점에서 특성목표성향과 비슷하다. 하지만 이와 달리 상태목표성향은 주어진 상황과 업무에 초점이 맞춰져 있다. Vandewalle은 목표성향은 특정 분야에서 나타날 수 있다고 주장했다. 그 근거로, 어떤 사람은 학문분야에서 학습성향을 가질 수 있는 반면, 업무분야에서는 그렇지 않을 수 있음을 들었다.
특성목표성향은 목표성향을 가지고 있는 사람들이 무언가 성취할 수 있는 상황이 주어졌을 때 나타날 수 있는 규칙적인 행동을 의미한다. 이렇게 목표성향을 보는 관점은 구조가 매우 안정적이라고 생각하며, 개개인의 특성에 초점을 맞춘다. Button과 Mathieu, Zajac은 개인의 특성이 모두 다름에 비해 구조 자체가 비교적 안정되어있다고 보았고, 이것은 환경이나 주어진 상황에 따라 영향을 받을 수 있다고 말했다. 더 나아가 이들은 이러한 것조차 존재하지 않을 때는 개개인의 기질이나 성향에 따른다고 보았다. 또한, 일반적으로는 기질에 기반한 목표성향이 주어진 상황과 관계없이 일정한 행동을 보이도록 만들지만 때때로는 상황적 특성이 그와 다른 행동이 나타나게 만드는 변수가 될 수도 있음을 발견했다. 결론적으로, 상태목표성향과 특성목표성향은 서로 상호작용하기 때문에 동시에 고려해야 함을 알 수 있다.

## 목표성향의 유형
과업목표성향이 성과입증성향과 실패회피성향으로 완전히 분리된 이후로, 연구자들은 목표성향의 통계적·개념적인 분리를 보여주기 위해 3가지 측면에서 실증 가능한 연구들을 시행하였다. Elliot, Church, VandeWalle에 의해 실시된 개념적이고 실증적인 연구는 목표 성향의 요인 구조 그 자체가 3가지로 분리됨을 아래에서 보여주고 있다. 학습 접근 성향과 학습 회피 성향에 대한 설명 또한 포함되어 있다.

### 커뮤니케이션
의사소통에서는 목표성향이론과 유사한 개념이 있다. 그 이론은 목표 지향적 의사소통 이론이다. 이 이론은 개인이 소통할 때 소통하는 것 자체보다 목표에 집중한다면, 커뮤니케이션 자체에서 오는 혼동이나 혼란이 줄어들 것이라는 개념이다. 일반적으로 의사소통은 목표 그 자체로 끝나는 것이 아니라, 더 크고 계획된 아이디어를 전달하는 목표를 지닌 개념이다.

### 학습성향
VandeWalle은 학습성향을 "새로운 노하우를 습득하고, 새로운 상황을 대처하면서 개인의 능력을 향상시키는 것으로 개인의 자아를 계발하고자 하는 강한 의지"라고 정의했다. 학습성향을 가지고 있는 사람들은 현재 자신의 과업수행능력을 평가 받기 위해 과거의 과업수행능력에 대한 피드백을 원한다. 이런 성향의 사람들은 자신의 노하우를 향상시키고 지식을 습득하는데 집중하는 반면, 자신들이 실수하는 것에 대해서는 크게 신경 쓰지 않는다. 연구자들은 어떠한 일이나 능력에 대해 능숙해지고 숙련되는 것을 목표로 하는 학습목표를 가지는 것이, 외적 동기와 관련된 성과 지향적인 접근 또는 성과 회피적인 접근과는 대조적으로 커다란 내재적 동기를 유발한다는 것을 보여주었다. 이러한 것들이 중요하게 다뤄질 수 있는 영역은 교육과정 설계영역이다. 학생들을 위한 교육 환경을 설계할 때, 학생들에게 외적 동기가 되는 성과 목표보다는 그것과는 대조되는 내적 동기인 학습 목표를 고취시킬 수 있는 기회나 가능성을 만드는 것이 중요하다. 교육자들이 가져야 하는 중요한 가치관 중 하나가 있다면, '이해를 기반으로 한 활동'을 격려해주는 지식 중심의 수업환경을 만들어주어야 한다는 사명감이다.

### 학습지향성향과 학습회피성향
학습성향 대부분이 주로 단일 구조로 개념화되었음에도 불구하고, 연구자들은 학습성향을 학습을 지향하려는 성향과 회피하려는 성향, 이렇게 두 가지로 구분 짓기 시작했다. 이것은 이미 이전에 과업목표성향을 성과입증성향과 실패회피성향으로 나눈 것과 같은 것이다. Elliot은 학습지향성향이 “개인이 자신의 노하우나 능력을 발달시키거나, 배움, 자료 이해, 과업의 완성 또는 숙달 등을 촉진시키는 것”이라고 정의했다. 학습성향의 이러한 유형들은 과거에 보편적으로 이해되었던 학습성향이 초기에 개념화되어왔던 방식과 상당부분 일치한다. 그렇지 않은 것에는 학습 지양 성향이 있는데, 학습 지양 성향은 본래 자신이 가지고 있는 노하우나 능력을 잃지 않기 위한 의지와 성향으로 볼 수 있다.
예를 들면, 자신이 배운 것을 잃어버리지 않고, 자료를 잘못 이해하지 않으려 노력하고, 일을 불완전하게 끝내거나 자신을 어떤 일에 대해 숙련되지 않은 상태로 두지 않으려는 성향이다. 사람들은 대개 자신의 능력이 퇴화되고 있다는 생각을 가질 때, 학습회피성향을 가지려고 한다. 예를 들면, 나이가 들면서 육체적·정신적 능력이 감퇴하고 있음을 느낄 때, 그에 대한 반응으로 퇴화되어가는 자신들의 능력을 퇴화되지 않게 유지하거나 이미 퇴화되었다면 다시 본래의 능력만큼 향상시켜 원래의 능력을 유지하려는 성향을 가지게 된다는 것이다.

### 성과 입증 성향
VandeWalle은 성과 입증 성향을 "자신의 능력을 검증받고 그에 대한 긍정적인 평가를 받고 싶어하는 강한의지"라고 정의하였다. 성과 지향 성향은 높은 수준의 과업을 달성하고 싶어하는 욕구를 말한다. 이와 같은 성과 지향 성향을 가진 사람들은 자신들의 과업수행 과정에서 성과를 향상시켜줄 평가와 피드백을 원한다. 이러한 성향을 가진 사람들은 자신들이 긍정적으로 평가 받지 못하면 자신이 하는 일에 대해 큰 노력을 하려 하지 않으며, 자신들이 실수를 할 수 있었거나 그 실수로 인해 부정적인 평가를 받을지도 모른다는 생각이 들면 그 일을 맡으려고 하지 않는 경향을 보인다.

### 실패 회피 성향
VandeWalle은 회피 성향을 "과업 수행에 있어서 자신의 실수나 잘못이 드러나 그에 대한 부정적 평가를 받기를 거부하려는 성향"이라고 정의했다. 실패회피성향은 신뢰를 받지 못할 만한 일들을 맡지 않는 성향을 말한다. 이런 성향을 가진 사람들은 그들이 남들에 의해 평가 받는 상황이나 자신들의 부족함이 드러날 수 있는 상황들을 피하려고 하는데, 주로 실패에 대한 두려움이 많은 사람들이 이러한 성향을 가질 확률이 높다.

## 선행요인
목표성향분야의 문헌에는 목표성향과 목표성향에 영향을 주는 다양한 선행요인들 사이에서의 관계에 대한 연구가 많다. 이러한 선행요인들은 각각 중요한 정도에 따라 다양하게 구별된다. Payne과 그녀의 동료들에 의한 메타분석에서는, 성취욕구와 개인의 대표적인 다섯 가지 특성(Big Five personality traits)이 목표성향의 중요한 선행요인으로 밝혀졌다. 반면, 인지능력은 목표성향과 거의 상관관계가 없다고 밝혀졌다. 뒤에 나오는 부분들은 이러한 선행요인들의 상세한 내용들이다.

### 인지능력
인지능력과 목표성향의 관계에 관한 연구는 다양한 결과로 나타난다. 먼저, Eison은 학습성향을 가진 학생들이 성과입증성향을 가진 학생보다 더 높은 인지능력을 가지고 있다고 주장했다. 하지만, Dweck은 그런 관계가 없다고 내세웠다. 비록 결과들이 다양하고 서로 다를지라도, 이론과 연구의 상당 부분이 목표성향과 인지능력은 일반적으로 관계가 없음을 보여줬다. Payne이 분석한 메타분석에서, 인지능력과 목표성향은 각각 독립적인 구조를 지닌다는 것을 밝혔다. 따라서, 높은 인지능력을 가진 사람은 학습성향, 성과입증성향과 성과회피성향을 치우침 없이 각각 모두 동등하게 가지고 있다는 것이다. 그리고 더 나아가서 높은 학습목표성향을 가진 사람은 인지능력으로는 예측할 수 없는 범위의 업무 능력까지 예측할 수 있다는 것을 발견했다. 이러한 연구에 기초하여, 개인이 업무능력을 예측하는 데에는 인지능력보다는 목표성향이 더 유용한 역할을 한다는 것을 알 수 있다.

### 성취욕구
성취욕구는 사람들이 "어떠한 일에 대해 남들보다 비교적 높은 수준의 상태를 유지하고 싶어하는 성향"과 "어려운 일을 성취하고자 하는 의지"의 정도를 나타낸다. Payne의 메타분석에서의 저자들은 성취욕구와 학습성향 사이에서는 긍정적으로 연관성을 가지고, 실패회피성향 사이에서는 부정적 연관성 가지며 성과입증성향과는 큰 관계가 없다고 주장했다. 이러한 저자들이 발견한 또 다른 흥미로운 점은 성취욕구가 성실성과 같은 개인의 특성보다는 학습성향과 더욱 긴밀한 상관관계를 가진다는 것이었다. 하지만 위와 같이 학습성향과 성취욕구가 강력한 상관관계를 가진다는 것이 밝혀졌지만 결코 학습성향이 성취욕구와 같은 의미는 아니다.

### Big Five 개인 특성
광범위한 연구에서 개인의 성격이 다뤄지고 수많은 연구원들이 성격을 '5요소 모델(The Big Five)'로써 개념화했다. 이 특성들은 외향성, 경험의 개방성, 감정 안정성, 성실성, 그리고 친화성을 포함한다. Zweig와 Webster가 빅파이브 성격의 특성과 목표성향 사이의 관계를 연구했다. Zweig와 Webster는 목표성향과 빅파이브 성격 특징은 구조는 다르지만 상당한 연관성이 있다는 것을 발견했다. 성격 요인들은 서로 결합해서 학습과 목표에 대한 다양한 성향을 형성한다. 그리고 그것은 미래에 조직 구성원이 어떤 일에 참여할 지 예측 가능하게 만들어준다. 메타분석에서 Payne은 목표성향이 빅파이브보다 직무 수행을 더 잘 예측한다는 것을 밝혔다.

## 목표설정
역사적으로 목표설정이론은 성과목표에 관심을 가져왔다. Locke와 Ratham은 개인이 목표를 위해 노력하고 이룰 수 있는 능력이 있다면, 구체적이고 달성하기 어려운 목표는 애매하거나 쉬운 목표를 설정하는 것보다 높은 수준의 성과를 이룰 수 있다고 보았다. 또한 연구의 대부분은 간단한 일을 대상으로 이루어졌기 때문에, 일의 정도가 더 복잡하거나 장기간의 노력을 필요로 한다면 학습목표를 설정하는 것이 더 높은 성과를 얻는 데 도움을 줄 수 있을 것임을 밝혔다. Fan과 연구진은 학습성향과 목표설정 간의 관계가 자기효능감에 따라 조절된다는 사실과 함께 다음과 같은 결과를 도출하였다.
- (a) 학습성향과 자기효능감이 모두 높은 사람은 높은 목표를 설정함.
- (b) 학습성향은 높으나 자기효능감이 낮은 사람은 낮은 목표를 설정함.

이 결과는 학습성향이 목표를 설정하는 것에 영향을 줄 수 있는 반면 자기효능감과 같은 개인의 특성에 따라 좌우될 수도 있다는 것을 보여준다. Fan은 학습성향과 과업목표성향이 개인의 도전의식을 일으킬 수 있으며, 그것들이 목표성취를 위한 동기부여를 촉진시킬 수 있다는 것 또한 발견할 수 있었다. 목표성향과 그에 따른 목표를 설정함에 있어서, 그 둘의 관계를 생각할 때 고려해야 할 또 다른 변수는 주어진 '상황'이나 일의 '수준'이다. 조직에서 어려운 상황이나 일이 주어졌을 때 단순히 "최선을 다해라" 같은 목표설정은 구체적으로 목표를 설정하는 것보다 더 높은 성과를 달성할 가능성이 높다. 복잡한 상황에서 구체적이거나 버거운 목표를 주는 것은 구성원에게 부담스러운 요구로 받아 들여질 수 있으며, 높은 압박감으로 인해 업무를 수행하는데 방해될 수 있다.
실제로 Kanfer와 Ackerman의 연구결과, 매우 복잡한 일에서 구체적인 목표를 가지는 것은 업무수행에 필요한 지식을 습득함에 있어 방해가 됨을 알 수 있었다. 오히려 단순하게 목표를 설정한 경우 더 좋은 성과를 보여주었다.
그러나 항상 그런 것은 아니며, 구체적이고 어려운 목표를 설정하는 것이 때로는 좋은 결과를 낼 수도 있다. Latham과 Brown은 심화과정을 이수하는 것이 목표인 학생이 일반과정을 이수하는 것을 목표로 한 학생들보다 성적이 더 우수한 것을 발견했다. 더 나아가 이 사례를 통해서 MBA과정 같은 복잡하고 구체적인 목표가 주어진 과정에서는, 이것을 수행하는데 도움이 되는 '메타인지'가 나타날 수 있음 또한 발견하였다.

## 적용 및 결과
목표성향에 대한 연구는 목표성향과 그에 따른 다양한 기본개념(자기효능감, 메타인지, 피드백을 원하는 성향 등)과 결과(교육 분야에서의 활용, 조직 내 활용)들 간의 관계를 조사했다.
Payne의 연구결과 목표성향은 실제로 나타날 수 있는 결과적인 측면, 즉 학문적으로나 기업에서 사용 가능한 사례보다 개인의 다양한 특성들(자기효능감, 메타인지, 피드백 선호도 등)과 더 연관이 깊은 것으로 나타났다. 또한 실패회피성향이 다양하게 도출될 수 있는 결과와 관련되어 있으며, 목표성향의 부정적인 하나의 특성이라는 사실을 발견했다. Payne은 메타인지와 자기효능감을 가장 중요하게 보았고, 나머지 개념 또한 심도 있게 연구하였다.

### 자기효능감
Bandura(1982)는 자기효능감을 '효과적으로 과업을 수행할 수 있으며, 여러 가지 과업에 영향력을 행사 할 수 있다는 개인의 능력에 대한 믿음'이라고 정의했다. 자기효능감이 높은 사람은 보다 더 어려운 목표를 설정하고 그 목표를 성취하기 위해 더 노력할 것이며, 그 목표를 추구하는 과정을 통해 더 많은 것을 배운다. Payne의 메타분석에 의하면, 자기효능감은 목표성향의 근본적인 결과이다. 비슷하게도 VandeWalle은 학습 성향이 자기효능감, 노력, 목표설정수준과 양의 상관관계를 갖고 있다고 주장했다. 자기효능감이 목표성향(차후 학습과정에 영향을 주는)에 대해 중요한 동기부여 기제의 역할을 하기 때문에, 높은 자기효능감을 가진 사람은 주어진 과업에 대해 더 많이 노력할 것이고 더 많이 배우려 할 것이다.

### 메타인지
내가 아는 것과 모르는 것을 구별할 수 있는 능력,메타 인지는 사람의 인지를 넘어서는 개인의 지식과 규제를 말한다. 높은 메타인지 능력을 가진 사람은 그들의 장단점을 인지하면서, 자신의 목표에 도달하는 과정을 인식하며 원하는 결과를 얻기 위한 학습전략을 적용시키는 것에 능숙하다. 이전에는 소수의 연구만이 리더육성과정에서 메타인지 역할을 강조 했지만 최근 연구에서는 메타인지가 다양한 방면에서 중요한 역할을 하고 있다고 강조한다. 그 예로 Ford가 학습 성향과 메타인지를 관련지어 설명하였다. 메타인지 활동이 지식습득, 사후교육훈련, 그리고 자기효능감과 상당한 연관이 있다는 것을 발견했다. Schmidt과Ford의 연구에 의하면, 메타인지 활동이 인지, 정서, 학습결과에 기초한 기술뿐만 아니라 학습 성향과도 양의 상관관계가 존재한다고 밝혔다. 비슷하게도 Bell과 Koziosdki 또한, 학습 성향이 메타인지 활동과 상당히 관련되어 있다고 주장했다. 국립연구위원회는 교사들이 메타인지 기술을 가르치는 것은 중요하며, 이는 다양한 분야의 교육과정을 통해 가르칠 수 있다고 말했다.

### 피드백 탐색 및 해석
조직 내에서는 조직원들의 적극적인 피드백 수용과 피드백의 확장 활동은 업무활동에 긍정적인 영향을 주는데, 사람들이 피드백 수용의 비용이나 효능에 대해 어떻게 생각하는지는 그들이 가지는 목표성향이 영향을 준다. 사람들은 자신들의 피드백을 받을 수 있는 기회가 주어졌을 때, 자기평가의 필요성과 자기역량증진의 필요성 사이에서 딜레마에 빠지게 된다고 Vandewelle은 주장했다. 학습성향을 가지는 사람들은 자신들의 역량 개발에 흥미를 느끼기에, 이러한 사람들은 남들보다 피드백을 긍정적으로 받아들이고 해석하며 나아가 더 나은 과업활동을 위해 더 많은 피드백을 받으려고 한다. 이런 사람들은 피드백을 어떻게 하면 오류를 바로잡을지, 어떻게 하면 주어진 과업에 대해 좋은 결과물을 내놓을 수 있을지에 대한 탐구 방법으로써 굉장히 의미 있는 정보로 생각한다. 반대로, 과업목표성향을 가진 사람들은 피드백을 자신들에 대한 '평가와 판단'으로 다소 부정적으로 생각할 수 있으며, 그 결과 피드백 받는 활동에 대해 소극적인 모습을 보인다. 결과적으로 높은 학습성향을 가진 사람들은 피드백에 대해 관심을 가지고 적극적으로 피드백 수용활동을 하는 반면, 높은 성과입증성향을 가진 사람들이나 실패회피성향을 가진 사람들은 피드백 수용에 소극적인 모습을 보인다. (VandeWalle&Cummings.1997)

### 학문적 성과
앞서 언급했듯 목표성향은 개인이 주어진 일을 해결하고자 하는 행동과 관련된다. 같은 맥락에서 목표성향은 학업의 다양한 결과들에 영향을 미친다. Payne의 연구에 의하면 학습성향은 학업성취를 위해 목표를 설정하고 계획하는 자기규제행동과 양(+)의 상관관계를 가진다. 즉, 높은 학습목표성향을 가진 학생은 높은 과업목표성향을 가진 학생보다 학업에서 더 우수한 성과를 보여준다. 또한 연구에 의하면 학생의 동기부여를 통해 학습참여도나, 주어진 상황에 대한 도전 여부 등을 예상할 수 있다. 따라서 학교에서 도전할 수 있는 분위기와 엄격한 학업을 만들어준다면, 이를 통해 학생들의 '배움'에 대한 동기부여를 확인하고, 이를 배양할 수 있을 것이다.

### 조직에서의 성과
목표성향은 조직에서의 성과, 특히 업무수행능력과 연관이 있다. Payne의 연구에 따르면 높은 학습성향과 낮은 실패회피성향을 가진 이들은 뛰어난 업무성과를 나타낸 반면에, 성과입증성향과 업무성과 간의 연관성은 찾을 수 없었다. 또한 학습성향을 통해 업무수행능력뿐만 아니라, 인지능력과 개인의 대표적인 5가지 특성 또한 예상할 수 있었다. 또한 조직이 단순히 업무를 처리하는 것을 넘어서 자기계발을 할 수 있는 분위기를 만들 수 있다는 것을 보여준다. 또한 VandeWalle의 연구는 학습성향을 가진 이들이 과업목표성향을 가진 이들보다 더 큰 영업 성과를 달성하였음을 보여준다. 따라서 조직의 구성원은 성공을 위해 자신의 능력을 개발시키는 데 집중해야 할 것이다.

### 학습목표성향과 학습환경설계
많은 연구들이 목표 성향은 과업 수행과 그 수행 결과와 관련 되어 있으며 특히 학교와 직장에서의 과업 수행 결과에 초점을 맞추었다. 학습 환경과 교과 과정 설계에 대한 연구는 학습 성향과 이상적인 학습 환경 간의 주요한 연결고리를 발견했고, 학습 환경을 설계할 때 고려해야 하는 주요한 원리들을 정리하였다. 이 원리들은 2000년 미국 국립 연구 회의의 '인간은 어떻게 학습 하는가: 두뇌, 정서, 경험 그리고 학교'라는 보고서를 통해 처음 소개되었다.
1. 학교와 각 학급은 학습자 중심이 되어야 한다. 따라서 교사는 학교에 입학하는 학생들의 능력과 기량, 사고방식, 지식 등에 대해 알고 있어야 한다. 이는 서로간의 문화적 차이를 인정하고, 학생들이 매일 살아있는 경험을 하고 체득할 수 있도록 학습 공간을 조성하는 것을 포함한다.
2. 교사는 학생이 무엇을 배웠고, 왜 배웠으며, 무엇에 능숙한지에 초점을 맞추어야 한다. 중요한 것은 학생들의 이해에 중점을 둬야 한다는 것이다. 학생들이 이해한다는 것은 소설의 주요 내용들을 파악하고, 소설 속 사건들을 통해 문제해결능력을 배우는 것을 의미한다. 이는 또한, 학습 성향과 관련된 메타인지와도 연결된다.
3. 형성평가는 효과적인 학습 환경을 만들기 위해 필수적이다. 교사는 진행평가의 한 유형인 형성평가를 통해 학생들을 평가하고, 그들의 지시를 따르도록 할 수 있다.
4. 가장 중요한 것은 학교를 배움의 장소로 여기는 것이다. 교사는 학생들을 성과입증성향이 아닌 학습 성향의 아이들로 성장시키고자 할 것이다. 이는 학생들이 경험을 얻기 위해서는 위험과 실수도 기꺼이 수용할 수 있게끔 만드는 것이다. 교사는 학생들이 주어진 과제들을 온전히 자신의 것으로 만들 수 있도록 환경을 조성해야 한다. 완전히 자신의 것으로 만든다는 것은 경험과 연습을 통해 능력을 개발하는 것을 의미한다. 학생들은 과제를 수행하기 위해서는 우선 배운 것들에 초점을 맞추고 더 나아가 자신이 이해한 것들을 설명할 수 있어야 한다. 또한 학생들은 이해하는 것뿐만 아니라 소설 속 다양한 상황과 문제들에 이를 적용시킴으로써 실제적인 학습을 할 수 있을 것이다.

## 경영학적 시사점
조직을 경영함에 있어 좋은 성과를 이끌어 내기 위해서는 구성원들에게 동기를 부여하는 것이 중요하다. 특히 현대의 경영환경에서는 자율성과 창의성이 강조되기 때문에 스스로 학습하고 새로운 것에 도전하는 학습목표성향의 중요성이 대두된다. 학습목표성향은 직무성과에 영향을 미치는 중요한 요소이므로 조직은 실무적인 측면에서 구성원의 학습목표성향을 높일 수 있는 조직관리 정책을 수립하고 시행할 필요가 있다. 목표성향은 개인의 특성이기도 하지만 앞서 언급했듯이 상황적 특성에 영향을 받으므로 조직구성원의 목표성향도 관리가 가능할 것이다.
구성원들의 학습목표성향을 높이는 것에서 더 나아가 구성원들의 개인특성을 파악하는 것이 필요하다. 연구에 의하면 성과입증성향이 높은 사람은 복잡하고 다양한 직무를 수행하는 것을 어려워 한다. 직무-사람 적합성(P-J fit)은 조직관리에 있어서 여전히 중요한 이슈인 것이고, 따라서 구성원들의 성향을 파악하고 이들의 성향에 맞는 직무를 부여하는 것이 중요하다고 할 수 있다.